# Magda Lupescu
Elena Lupescu, meglio conosciuta come Magda Lupescu (Iași, 15 settembre 1895 – Estoril, 29 giugno 1977), è stata l'amante e poi moglie di Carlo II di Romania.

## Biografia
Elena Lupescu era la figlia di Nahum Grünberg, nato ebreo, poi battezzato ortodosso, che dopo la conversione cambiò nome in Nicolae Lupescu e di Eliza (Elise) Falk, nata ebrea, battezzata cattolica, ex ballerina di Vienna. Dopo la prima guerra mondiale, Elena Lupescu sposò a Iași un tenente cacciatore di montagna, Ion Tâmpeanu, da cui presto divorziò. Nel 1922 divenne l'amante del principe Carlo. Nel 1923 fuggirono insieme dalla Romania. Il principe Carlo fu incoronato nel 1930 come Re Carlo II di Romania.
Dopo l'abdicazione di Re Carlo II nel settembre 1940, Elena Lupescu lo seguì in esilio. L'8 settembre 1940, Re Carlo II ed Elena Lupescu arrivarono con il loro treno a Lugano, in Svizzera. Nel mese di ottobre 1940, il governo Legionario della Romania chiese alla Spagna di estradare Elena Lupescu e Ernest Urdăreanu, Maresciallo del Palazzo reale che, secondo i legionari sarebbe stato con il re Carlo II, dietro l'omicidio, il 30 novembre 1938, di Corneliu Zelea Codreanu, capo dell'organizzazione della Guardia di Ferro.
Elena Lupescu ha trascorso gran parte del suo esilio in Messico, Brasile e Portogallo. Dopo il matrimonio del 1947 in Brasile, Carlo II ed Elena Lupescu si trasferirono a Estoril, in Portogallo, dove la salute della donna - che soffriva di anemia perniciosa - migliorò. Dopo la morte di Carlo II nel 1953, la Lupescu continuò a vivere nella città lusitana fino alla sua scomparsa. La sua bara fu depositata nella cappella dei re portoghesi di São Vicente de Fora a Lisbona, accanto alla bara del re Carlo II. Nel 2003 le bare dei due furono portate nel monastero di Curtea de Argeș.